# إليفيشن برجر
إليفيشن برجر (بالإنجليزية Elevation Burger)- هي سلسلة مطاعم أمريكية للوجبات السريعة، الخالية من أية مواد كيميائية، والشركة متخصصة في تقديم الهامبرغر العضوي. نشأت الشركة في مدينة فولز تشيرش بولاية فرجينيا، ضمن منطقة العاصمة واشنطن. والشركة لديها أكثر من 40 فرعًا يعملون في الولايات المتحدة والبحرين والكويت وقطر، وتعتبر سلسلة مطاعم "إليفيشن برجر" أول المطاعم التي تعتمد على اللحوم الخالية من المواد الكيميائية.
تقدم مطاعم إليفيشن برجر، إضافة إلى وجبات البرجر المكونة من اللحوم، وجبات من البرجر المكون من الخضراوات والبطاطس الطازجة المقلية، وكذلك مجموعة شهية من المشروبات والعصائر، والآيس كريم والمشروبات القائمة عليه.

## تاريخ
نشأت الفكرة الأولي لمطعم المأكولات السريعة العضوية في عام 2002م، من قبل المؤسس والمالك هانز هيس. وكان الدافع الرئيس لمؤسس الشركة في ذلك هو تفضيله للحوم الخالية من المواد الكيميائية والهرمونات والمضادات الحيوية والإضافات التي تزيد من عمر الأطعمة، وحرصه على تقديم وجبات برجر مختلفة عن مفهوم الوجبات السريعة والتي عادة ما تعني "وجبات غير صحية". ونظرًا لكونه من ولاية كاليفورنيا والتي تتميز بالعديد من مطاعم البرجر الجيدة، فرأى هانز فرصة في بدء سلسلة جديدة في الساحل الشرقي للولايات المتحدة حين انتقل إليها في عام 2002م، وبهذا ولدت سلسلة إليفيشن. افتتح أول مطعم في سبتمبر 2005م، في مدينة فولز تشيرش بولاية فرجينيا،  والذي أطلقت عليه مجلة Saveur لقب "أول مطعم برجر عضوي". اللحوم المستخدمة في البرجر غير النباتي، هي لحوم أبقار عضوية معتمدة من قبل وزارة الزراعة الأمريكية، حيث تتغذى الابقار على الأعشاب الطبيعية، وتتمتع بالرعي الحر.
في ربيع عام 2008م، قررت إليفيشن برجر التوسع من موقعها الأصلي، فاعلنت عن صفقات الامتياز لمطاعم جديدة في منطقة واشنطن الحضرية (أبريل 2008م)،  وبالتيمور بولاية ماريلاند (سبتمبر 2008م)،  وأوستن بولاية تكساس (أكتوبر 2008م)،  ومونتكلير بولاية نيوجيرسي (نوفمبر 2008)،  وفلوريدا (مارس 2009م)،  وفيلادلفيا بولاية بنسلفانيا (مايو 2009م)،  ومدينة نيويورك (مايو 2009م)،  ودالاس بولاية تكساس (يونيو 2009م). وقد تم إغلاق جميع المتاجر في فلوريدا وميتشجان  وتكساس منذ ذلك الحين.
ظهرت الشركة الأم ومؤسس شركة إليفيشن برجر في مقالة في صحيفة وول ستريت جورنال في يونيو 2009م، بوصفها واحدة من الشركات المستهدفة مؤخرًا بملفات تعريف وهمية على منصة تويتر. اُكتشف الملف الشخصي على تويتر، والذي دُشن باسم إليفيشن برجر، غير أنه كان يروج لمنافس، وفي مارس 2009م، تم تعليقه بعد خطاب من محامي هيس.
في 20 يونيو 2019م، أفاد موقع Nations Restaurant News أن شركة "فات براندز Fat Brands" قد استحوذت على إليفيشن مقابل 10 ملايين دولار.

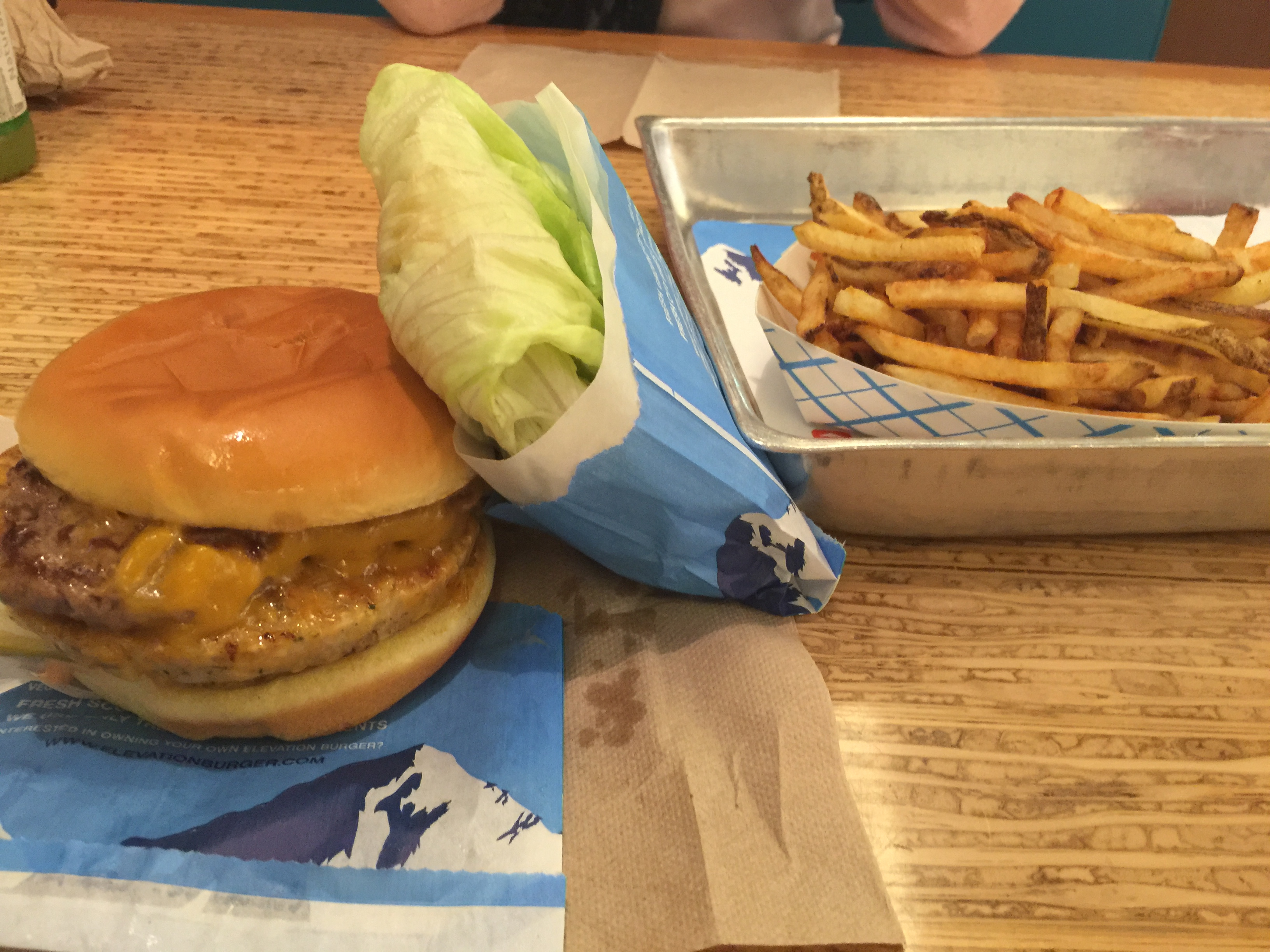
إليفيشن برجر

في منتصف شهر مارس 2020م، تم إغلاق المطاعم الداخلية، كما هو الحال المتبع مع العديد من المطاعم الأخرى حينذاك (ويعود ذلك للإجراءات الوقائية المتبعة للحد من انتشار فيروس كورونا). وكانت خدمة الوجبات الجاهزة، أو الطلبات عبر السيارة، أو الاستلام، هي الخيارات الوحيدة المتاحة للعملاء للحصول على وجباتهم.

## الجوائز والأفكار المبتكرة
تسعى مباني سلسلة إليفيشن برجر، إلى الحصول على شهادة "الريادة في تصميمات الطاقة والبيئة LEED"، التي ينظمها المجلس الأمريكي للأبنية الخضراء.

## تقييم الشركة
وُصفت إليفيشن برجر، كواحدة من سلاسل المطاعم غير الرسمية سريعة النمو،  والتي تُلبي احتياجات العملاء المهتمين بالصحة. وقد حظيت مطاعمها بالثناء على جودة طعامها  وقد اُدرجت ضمن مناطق الجذب المحلية، وأفضل المطاعم في واشنطن العاصمة ،  وبالتيمور،  ومدن أخرى.